# Wilhelm Hamkens
Wilhelm Cornelius Hamkens (* 9. Juni 1896 in Kotzenbüll; † 19. Juni 1955 in Flensburg) war ein deutscher Landwirt und politischer Aktivist. Hamkens wurde bekannt als einer der Führer der schleswig-holsteinischen Landvolkbewegung.

## Leben und Wirken
Wilhelm Cornelius Hamkens war der Sohn des Landwirts Boye Janns Hamkens (1871–1943) und dessen Ehefrau Anna Catharina Hamkens (geb. Peters) (1874–1938). Boye Janns Hamkens bewirtschaftete einen Hof in Kotzenbüll und war von 1906 bis zu seinem Tode Amtsvorsteher der drei Gemeinden Kating, Kotzenbüll und Kirchspiel Tönning. Der Landvolkbewegung gegenüber verhielt er sich als Amtsvorsteher neutral. Nach dem Schulbesuch wurde Wilhelm Cornelius Hamkens zum Landwirt ausgebildet. 1914 meldete er sich als Freiwilliger zur Teilnahme am Ersten Weltkrieg, in dem er bis Kriegsende vom einfachen Soldaten zum Leutnant befördert und mehrfach ausgezeichnet wurde. 1921 erbte er ein Drittel des ca. 40 ha großen Hofes seines Großvaters Peter Wilhelm Hamkens (1846–1921) in Tetenbüll auf Eiderstedt, den er anschließend für die Erbengemeinschaft verwaltete. Am 4. Juni 1924 heiratete er in Mattischken/Ostpreußen Margarete Luise Doepner. Deren Bruder Friedrich Doepner wurde später zum Führer der ostpreußischen Landvolkbewegung.
Hamkens schloss sich in der Zwischenkriegszeit rechtsextremen Wehrverbänden an wie der „Organisation Escherich“, dem Tannenbergbund und dem Stahlhelm Westküste, dem radikalen, vom Bund Wiking beeinflussten Flügel des Stahlhelms in Schleswig-Holstein. Diese Mitgliedschaften, über die behördliche Angaben vorliegen, wurden von seiner Witwe dementiert. Gerhard Stoltenberg zieht die Mitgliedschaften nicht in Zweifel, vermerkt aber, Hamkens habe sich in der Verbandsarbeit bei „Organisation Escherich“ und „Stahlhelm Westküste“ nicht sonderlich hervorgetan.
Hamkens wurde 1924 Kreisvorsitzender der Jungbauernschaft Eiderstedt, aus der er nach Kompetenzschwierigkeiten mit dem Bauernverein Eiderstedt wieder austrat.

### Führer der Landvolkbewegung
Nachdem die Landwirtschaft seit 1927 durch Überproduktion, einen Rückgang der Verkaufspreise und Überschuldung in eine Krise geraten war, und die lokalen Banken durch Landbeschlagnahmungen und Versteigerungen versuchten, ihre Kredite wiederzubekommen, formierte sich im Winter 1927 neben den traditionellen Bauernorganisationen eine Bauernopposition um Claus Heim und Wilhelm Hamkens. Auch Hamkens war 1927 in wirtschaftliche Schwierigkeiten geraten und trat in Eiderstedt an die Spitze der Einigungs- und Demonstrationsbewegung. Zwischen Januar und Juli 1928 wurde auf Treffen mit Vertrauensmännern der Kampf gegen die Regierung organisiert. Zu den ersten Kadern gehörten dabei Mitglieder aus Erich Ludendorffs Tannenbergbund. Hamkens strebte eine Vereinigung aller ländlichen Berufsgruppen auf der Basis einer antiparlamentarischen und völkischen Ideologie an, der zufolge ein starker Staat eine erneuerte Landwirtschaft stützen sollte. Seine Polemik gegen die Institutionen war dabei virulent rassistisch. So beklagte Hamkens die Korrumpiertheit des Systems durch „jüdischen Giftgeist“. Im Herbst 1928 nannte er seine Bewegung „Landvolkbewegung“.
Hamkens setzte auf passiven Widerstand, Boykottaktionen und Steuerverweigerung als Mittel des politischen Kampfes. Eine im März 1929 gegen ihn verhängte einmonatige Gefängnisstrafe wegen Aufrufs zum Steuerstreik ließ ihn als Märtyrer der Bewegung erscheinen. Hamkens verbüßte die Strafe im Sommer 1929 erst in Husum, dann im Gefängnis von Neumünster. Für den 1. August, dem Tag seiner Haftentlassung, hatte die Landvolkbewegung zu einer großen Kundgebung nach Neumünster gerufen, an der über tausend Menschen teilnahmen. Ursprünglich wollte man Hamkens aus dem Gefängnis abholen, doch der stieß erst später zur Kundgebung. Die Justizverwaltung hatte ihn am Tag zuvor heimlich in das Flensburger Gefängnis transportiert, aus dem er dann entlassen wurde. Er fuhr anschließend mit der Bahn nach Neumünster. Bei der dortigen Kundgebung kam es zu schweren Auseinandersetzungen mit der Polizei und zur Beschlagnahme der Landvolk-Fahne, was einen monatelangen Boykott der Stadt durch die Bauernschaft zur Folge hatte, der erst mit der feierlichen Rückgabe der Fahne am 7. November 1930 beendet wurde. Die Ereignisse von Neumünster verhalfen der Landvolkbewegung anfangs zu einem „gewaltigen Aufschwung“. Über die Aktionsformen und Widerstandsmethoden geriet Hamkens in einen Gegensatz zu Heim und Bruno von Salomon, die als Anführer des radikalen Flügels der Landvolkbewegung auf Terroranschläge setzten und für eine Reihe von Bombenanschlägen verantwortlich zeichneten, mit denen sie den Zusammenbruch des Systems zu bewerkstelligen hofften. Obwohl er nicht zu den Bombenlegern zählte, wurde Hamkens im „Bombenlegerprozess“ des Schwurgerichtes Altona angeklagt, aber am 31. Oktober 1930 lediglich zu einer Geldstrafe verurteilt („statt 2 Monaten Gefängnis 500 RM Geldstrafe“). Claus Heim wurde zu sieben Jahren Zuchthaus verurteilt.
Nach dem Altonaer Prozess erlahmten die Aktivitäten der Landvolkbewegung; auch ihre Zeitung Das Landvolk stellte das Erscheinen ein. Hamkens konzentrierte sich auf seine Heimatregion Eiderstedt, wo er von 1930 bis 1933 Vorsitzender der „Landvolkvereinigung“, dem relativ autonom agierenden, einheitlichen Berufsverband der Bauern war. Dieser Verband war der einzige der schleswig-holsteinischen Bauernverbände, der anfangs in Opposition zur 1933 betriebenen Gleichschaltung ging. Dem mit der Gleichschaltung beauftragten „Gaufachberater“ Wilhelm Struve entgegnete Hamkens am 30. Mai auf einer Versammlung in Garding, früher habe man ihm „Hosianna“ zugerufen, jetzt wolle man ihn und seinen Verband gewaltsam stürzen. Er beschwor die aktiven Jahre der Landvolkbewegung und rief Struve zu: „Wo waren Sie damals und wo ich?“ Erst in einer folgenden internen Zusammenkunft erklärten Hamkens und seine Vorstandskollegen angesichts des übermächtigen politischen Drucks ihren Rücktritt.

### Nach dem Zweiten Weltkrieg
In der Zeit des Nationalsozialismus zog Hamkens sich aus dem öffentlichen Leben zurück. Nach dem Zweiten Weltkrieg wurde er wieder politisch tätig. Ab 1946 war er Fraktionsvorsitzender der CDU im Eiderstedter Kreistag. 1950 wurde er stellvertretender Landrat des damaligen Kreises Eiderstedt. Ebenfalls 1950 wurde er zum 2. Vorsitzenden der Schleswig-Holsteinischen Gemeinschaft (SHG) gewählt, einer politischen Vereinigung, die sich gegen den erheblichen Einfluss des Bundes der Heimatvertriebenen und Entrechteten (BHE) im Lande richtete und die schleswig-holsteinische Sache nicht dem dänisch orientierten Südschleswigschen Wählerverband (SSW) überlassen wollte. Mit der Gründung der Eiderstedter Gemeinschaft hatte Hamkens die Entwicklung eingeleitet, die zur SHG-Entstehung führte. Da es zu Meinungsverschiedenheiten zwischen der Landes-CDU und dem SHG kam, verließ Hamkens die Partei im Juni 1951. Bis zu seinem Tod war er einige Jahre als Amtmann des Amtes Tetenbüll tätig und amtierte zudem seit 1948 als Vorsitzender des „Heimatbundes Landschaft Eiderstedt“.

## Belletristische Darstellung
Literarisch wurden die Vorgänge von Hans Fallada in seinem Roman Bauern, Bonzen und Bomben bearbeitet.

## Dokumentarfilm
Wilhelm Hamkens Witwe Margarete Hamkens berichtet in dem Dokumentarfilm Stumpfe Sense – Scharfer Stahl. Bauern, Industrie und Nationalsozialismus von Quinka Stoehr, Kay Ilfrich und Jens Schmidt ausführlich über die Vorfälle in Neumünster. Sie bestätigt antisemitische Ressentiments der Landvolkbewegung.